# Håndboldligaen 2012-13
Håndboldligaen for herrer sæson 2012-13 var den 77. sæson af Håndboldligaen, den højeste række i dansk herrehåndbold. Ligaen hed Jack & Jones Ligaen på grund af sponsoren.
Aalborg Håndbold vandt mesterskabet, da de slog KIF Kolding København i finalen med cifrene 29-21 og 29-26. Det var anden gang Aalborg Håndbold vandt det danske mesterskab. Nordsjælland Håndbold skulle have rykket ned, da de sluttede sidst i grundspillet, men da Viborg HK trak deres herrehold, kunne Nordsjælland blive i ligaen. KIF Kolding København vandt grundspillet, mens Aalborg Håndbold kun endte på fjerdepladsen.
Sæsonen bar præg af, at de forsvarende mestrer, AG København, var gået konkurs i sommerpausen, og at KIF Kolding havde overtaget deres licens, så de nu hed KIF Kolding København.

## Deltagere
De 14 deltagere i ligaen i 2012-13-sæsonen er:
| Hold                  | By(er)                      | Hjemmebane(r)                                         | Mesterskaber |
| --------------------- | --------------------------- | ----------------------------------------------------- | ------------ |
| BSV                   | Silkeborg                   | Silkeborg-Hallerne                                    | 0            |
| KIF Kolding København | Kolding København           | TRE-FOR Arena Brøndbyhallen                           | 14           |
| Mors-Thy Håndbold     | Nykøbing Mors Thisted       | Jyske Bank Mors Arena Thyhallerne                     | 0            |
| Nordsjælland Håndbold | Helsinge Helsingør Hillerød | Helsinge Hallerne Helsingørhallen Frederiksborghallen | 0            |
| Ribe-Esbjerg HH       | Ribe Esbjerg                | Ribe Fritidscenter Arena Esbjerg                      | 0            |
| Skanderborg Håndbold  | Skanderborg                 | Morten Børup Hallen                                   | 0            |
| Skjern Håndbold       | Skjern                      | Skjern Bank Arena                                     | 1            |
| Skive fH              | Skive                       | Skivehallerne                                         | 0            |
| SønderjyskE Håndbold  | Sønderborg                  | Humlehøjhallen                                        | 0            |
| Team Tvis Holstebro   | Holstebro                   | Gråkjær Arena                                         | 0            |
| TMS Ringsted          | Ringsted                    | Ringsted-Hallen                                       | 0            |
| Viborg HK             | Viborg                      | Viborg Stadionhal                                     | 0            |
| Aalborg Håndbold      | Aalborg                     | Gigantium                                             | 1            |
| Århus Håndbold        | Aarhus                      | NRGi Arena                                            | 9            |

## Resultater

### Grundspil
I grundspillet spillede de 14 hold en dobbeltturnering alle-mod-alle. De otte bedst placerede hold gik videre til medaljeslutspillet. Holdene, der sluttede på 9.- til 13.-pladsen måtte spille kvalifikation til den efterfølgende sæson af HåndboldLigaen, mens nr. 14 rykkede direkte ned i 1. division.
| Nr | Hold                  | K  | V  | U | T  | Mf  |   | Mi  | +/-  | P                            |
| -- | --------------------- | -- | -- | - | -- | --- | - | --- | ---- | ---------------------------- |
| 1  | KIF Kolding København | 26 | 23 | 1 | 2  | 740 | – | 605 | +135 | 47                           |
| 2  | Skjern Håndbold       | 26 | 20 | 2 | 4  | 771 | – | 647 | +124 | 42                           |
| 3  | BSV                   | 26 | 20 | 1 | 5  | 723 | – | 635 | +88  | 41                           |
| 4  | Aalborg Håndbold      | 26 | 18 | 1 | 7  | 699 | – | 617 | +82  | 37                           |
| 5  | Team Tvis Holstebro   | 26 | 17 | 1 | 8  | 709 | – | 652 | +57  | 35                           |
| 6  | AGF Håndbold          | 26 | 13 | 0 | 13 | 668 | – | 680 | −12  | 26                           |
| 7  | Mors-Thy Håndbold     | 26 | 11 | 2 | 13 | 685 | – | 713 | −28  | 24                           |
| 8  | SønderjyskE Håndbold  | 26 | 11 | 1 | 14 | 740 | – | 765 | −25  | 23                           |
| 9  | Ribe-Esbjerg HH       | 26 | 9  | 2 | 15 | 708 | – | 765 | −57  | 20                           |
| 10 | Viborg HK             | 26 | 8  | 3 | 15 | 647 | – | 693 | −46  | 19                           |
| 11 | Skanderborg Håndbold  | 26 | 7  | 3 | 16 | 681 | – | 721 | −40  | 17                           |
| 12 | TMS Ringsted          | 26 | 5  | 3 | 18 | 685 | – | 771 | −86  | 13                           |
| 13 | Skive fH              | 26 | 3  | 4 | 19 | 604 | – | 697 | −93  | 10                           |
| 14 | Nordsjælland Håndbold | 26 | 3  | 4 | 19 | 645 | – | 756 | −111 | 10Nedrykning til 1. division |

 K: Kampe spillet, V: Vundne kampe, U: Uafgjorte kampe, T: Tabte kampe, Mf: Mål for, Mi: Mål imod, +/-: Måldifference, P: Point

 

### Slutspil
De otte bedste hold fra grundspillet spillede i medaljeslutspillet. Holdene blev inddelt i to puljer med fire hold, der begge spillede en dobbeltturnering alle-mod-alle. Holdene, der sluttede på første- eller andenpladsen i grundspillet, startede slutspillet med 2 point, mens holdene der sluttede på tredje- eller fjerdepladsen, startede med 1 point. De to bedst placerede hold i hver pulje kvalificerede sig til DM-semifinalerne.

#### Pulje 1
| Nr | Hold                  | K | V | U | T | Mf  |   | Mi  | +/- | P            |
| -- | --------------------- | - | - | - | - | --- | - | --- | --- | ------------ |
| 1  | Aalborg Håndbold      | 6 | 5 | 1 | 0 | 182 | – | 142 | +40 | 12Semifinale |
| 2  | KIF Kolding København | 6 | 4 | 1 | 1 | 161 | – | 136 | +25 | 11Semifinale |
| 3  | SønderjyskE Håndbold  | 6 | 1 | 0 | 5 | 171 | – | 196 | −25 | 2            |
| 4  | Team Tvis Holstebro   | 6 | 1 | 0 | 5 | 141 | – | 181 | −40 | 2            |

 Opdateret: 15. februar 2025
 K: Kampe spillet, V: Vundne kampe, U: Uafgjorte kampe, T: Tabte kampe, Mf: Mål for, Mi: Mål imod, +/-: Måldifference, P: Point

 

#### Pulje 2
| Nr | Hold              | K | V | U | T | Mf  |   | Mi  | +/- | P            |
| -- | ----------------- | - | - | - | - | --- | - | --- | --- | ------------ |
| 1  | Skjern Håndbold   | 6 | 5 | 0 | 1 | 167 | – | 160 | +7  | 12Semifinale |
| 2  | Mors-Thy Håndbold | 6 | 4 | 0 | 2 | 160 | – | 154 | +6  | 8Semifinale  |
| 3  | AGF Håndbold      | 6 | 2 | 0 | 4 | 152 | – | 157 | −5  | 6            |
| 4  | BSV               | 6 | 1 | 0 | 5 | 149 | – | 157 | −8  | 3            |

 Opdateret: 15. februar 2025
 K: Kampe spillet, V: Vundne kampe, U: Uafgjorte kampe, T: Tabte kampe, Mf: Mål for, Mi: Mål imod, +/-: Måldifference, P: Point

 

#### Semifinaler
| Dato    | Dato    | Hjemmehold i 1. kamp  | Hjemmehold i 2. kamp | Resultat | Resultat | Resultat |
| 1. kamp | 2. kamp | Hjemmehold i 1. kamp  | Hjemmehold i 2. kamp | Samlet   | 1. kamp  | 2. kamp  |
| ------- | ------- | --------------------- | -------------------- | -------- | -------- | -------- |
| 09.05   | 12.05   | Mors-Thy Håndbold     | Aalborg Håndbold     | 51–52    | 25-23    | 26-29    |
| 09.05   | 12.05   | KIF Kolding København | Skjern Håndbold      | 45–43    | 25-22    | 20-21    |

#### Bronzekamp
| Dato    | Dato    | Hjemmehold i 1. kamp | Hjemmehold i 2. kamp | Resultat | Resultat | Resultat |
| 1. kamp | 2. kamp | Hjemmehold i 1. kamp | Hjemmehold i 2. kamp | Samlet   | 1. kamp  | 2. kamp  |
| ------- | ------- | -------------------- | -------------------- | -------- | -------- | -------- |
| 24.05   | 30.05   | Mors-Thy Håndbold    | Skjern Håndbold      | 48–53    | 25-26    | 23-27    |

#### Finale
| Dato    | Dato    | Hjemmehold i 1. kamp | Hjemmehold i 2. kamp | Resultat | Resultat | Resultat |
| 1. kamp | 2. kamp | Hjemmehold i 1. kamp | Hjemmehold i 2. kamp | Samlet   | 1. kamp  | 2. kamp  |
| ------- | ------- | -------------------- | -------------------- | -------- | -------- | -------- |
| 18.05   | 26.05   | Aalborg Håndbold     | Skjern Håndbold      | 58–47    | 29-21    | 29-26    |

## Topscorere

### Grundspillet
| 01.                  | Danmark | Jeppe Riber      | Ribe-Esbjerg HH       | 164 |
| 02.                  | Danmark | Rune Ohm         | SønderjyskE Håndbold  | 150 |
| 03.                  | Danmark | Mikkel Sjøberg   | TMS Ringsted          | 136 |
| 04.                  | Danmark | Henrik Møllgaard | Skjern Håndbold       | 133 |
| 05.                  | Danmark | Peter Balling    | Skanderborg Håndbold  | 132 |
| 06.                  | Danmark | Patrick Wiesmach | Team Tvis Holstebro   | 126 |
| 06.                  | Danmark | Jonas Langerhuus | Ribe-Esbjerg HH       | 126 |
| 06.                  | Sverige | Kim Andersson    | KIF Kolding København | 126 |
| 06.                  | Danmark | Morten Balling   | Mors-Thy Håndbold     | 126 |
| 10.                  | Danmark | Ronnie Mathiasen | Ribe-Esbjerg HH       | 125 |
| Stand: 21. März 2013 |         |                  |                       |     |